# Fender Stratocaster
Fender Stratocaster är en elektrisk gitarrmodell av fabrikatet Fender Musical Instruments Corporation, designad av Leo Fender, George Fullerton och Freddie Tavares under början av 1950-talet (1954). 

## Historia
Stratocaster är en av de mest kända och kopierade gitarrmodellerna. Den är en utveckling av Telecaster och ändrades efter Telecaster-användarnas kritik. Stratocaster-gitarren fick en mer rundad kroppsform, längre horn för bättre balans, svajarm och utslipning på baksidan för spelarens bröstkorg. Den skruvade halsen ger en ljus ton och tre pickuper ger tillgång till ett antal olika sound.
Mest åtråvärda hos både gitarrsamlare och musiker anses så kallade Pre-CBS-gitarrer vara, det vill säga gitarrer som är byggda innan Leo Fender sålde sitt företag till multimediajätten CBS som vid övertagandet började med massproduktion. I samband med övertagandet skedde även små förändringar. CBS som 1966 hade byggt en ny fabrik i Fullerton i Kalifornien på cirka 1 100 m² bytte bland annat ut gitarrhuvudet mot en större för att få plats med en större logotyp. 1967 registrerades även varumärket Fender, något som Leo Fender inte hade brytt sig om att göra. Även lackeringsproceduren ändrades från att bestå av tre lager cellulosalack till polyesterfärg, en färg samt lackeringsmetod som förenklade massproduktionen.
I mitten av 1980-talet övervägde CBS att helt lägga ner gitarrtillverkningen, men några anställda övertog driften av företaget. Custom-modeller och de lite dyrare modellerna tillverkas i USA, medan de andra tillverkas i Mexiko och Japan. Som budgetalternativ finns även Squier by Fender som tillverkas i Kina, Korea eller Indonesien.
Gitarren används i alla musikgenrer och förknippas med många gitarrister.

## Gitarrister som förknippas med Fender Stratocaster
- John Norum, sologitarrist i Europe
- Gary Moore
- John Frusciante, Red Hot Chili Peppers
- Daron Malakian, System of a Down-artist
- Tony Joe White, swamp rock-artist
- Hank Marvin, sologitarrist i The Shadows
- Jimi Hendrix
- Bob Dylan
- Joakim Thåström, frontfigur och gitarrist i Ebba Grön och Imperiet
- Buddy Guy
- Buddy Holly
- The Edge, U2
- Eric Clapton
- Mike Oldfield, multiinstrumentalist
- Ritchie Blackmore, gitarrist i bland annat Deep Purple, Rainbow och Blackmore's Night.
- Mark Knopfler, frontfigur och gitarrist i rockbandet Dire Straits
- Stevie Ray Vaughan, bluesgitarrist
- John Mayer, blues, rock och pop John Mayer Trio
- David Gilmour, gitarrist och frontfigur i Pink Floyd
- Dave Murray, Janick Gers och Adrian Smith i Iron Maiden
- Yngwie Malmsteen (han har ett hundratal "Strator" i sin ägo och även en egen signaturmodell)
- Eric Johnson
- Bo Winberg, sologitarrist i The Spotnicks
- Janne Schaffer [källa behövs]
- Clas Yngström källa: liner notes to Fat Guitar
- Jeff Beck
- Richie Sambora, Bon Jovi
- Ingvar Karlsson och Sven-Erik Magnusson i Sven-Ingvars
- George Harrison, The Beatles